# Aaron Dennis
Aaron Dennis (* 24. Februar 1993 auf den amerikanischen Jungferninseln) ist ein Fußballspieler von den amerikanischen Jungferninseln mit Wurzeln aus den USA.

## Karriere

### Verein
Dennis spielte in den USA im Nachwuchsbereich bei BW Gottschee und New York Cosmos und für das Universitätsteam Villanova Wildcats. 2015 wechselte er dann zum Profifußball in die USL Championship zu Phoenix Rising, die damals noch Arizona United hießen. In einer Saison dort machte er ein Tor in sieben Spielen. 2016 unterschrieb er einen Vertrag beim Miami FC in der North American Soccer League.  Insgesamt machte er 9 Spiele und ein Tor dort. Im Februar 2018 wechselte Dennis zum Penn FC zurück in die USL Championship, wo er drei Tore in 21 Spielen machte. 2019 kehrte er zurück zu seinem Jugendverein New York Cosmos. Sein Debüt für deren Profimannschaft gab er am 9. Mai 2019 im US Open Cup.

### Nationalmannschaft
Aaron Dennis machte bereits neun Spiele für die Fußballnationalmannschaft der Amerikanischen Jungferninseln. Dabei konnte er zwei Tore erzielen.